# Niederhelfenschwil
Niederhelfenschwil is een gemeente en plaats in het Zwitserse kanton Sankt Gallen, en maakt deel uit van het district Wil.
Niederhelfenschwil telt 2693 inwoners.